# Jan de Looper
Jan de Looper (Hilversum, 2 maggio 1914 – Hilversum, 23 giugno 1987) è stato un hockeista su prato olandese, di ruolo portiere, vincitore del bronzo olimpico a Berlino 1936 disputando cinque partite.
Era fratello di Henk de Looper, anche lui bronzo a Berlino.

## Palmarès
- Giochi olimpici

Berlino 1936: bronzo.